# Komušina Donja
Komušina Donja (en serbe cyrillique : Комушина Доња) est un village de Bosnie-Herzégovine. Il est situé dans la municipalité de Teslić et dans la république serbe de Bosnie. Selon les premiers résultats du recensement bosnien de 2013, il compte 150 habitants.

## Démographie

### Évolution historique de la population dans la localité
| 1948 | 1953 | 1961  | 1971  | 1981 | 1991  | 2013 |
| ---- | ---- | ----- | ----- | ---- | ----- | ---- |
| -    | -    | 1 037 | 1 166 | 946  | 1 454 | 150  |

|  |